# Odontopera oreas
Odontopera oreas är en fjärilsart som beskrevs av Claude Herbulot 1963. Odontopera oreas ingår i släktet Odontopera och familjen mätare. Inga underarter finns listade i Catalogue of Life.